# Bat Out of Hell III: The Monster Is Loose
Bat Out of Hell III: The Monster Is Loose – album studyjny Meat Loafa wydany w październiku 2006. Jest trzecim z Nietoperzy. Ukazał się 13 lat po drugiej części i 29 lat po pierwszej.
Jest jedyną częścią trylogii, w której Jim Steinman nie brał udziału w produkcji. Było to wynikiem sporu sądowego z Meat Loafem. Jim w 1995 roku zarejestrował zwrot "Bat Out Of Hell". Meat Loaf pozwał Steinmana i jego managera, w maju 2006 roku, o 50 milionów dolarów i zakaz wykorzystywania nazwy przez kompozytora. Steinman i jego przedstawiciele próbowali zablokować ukazanie się "Bat Out Of Hell III: The Monster Is Loose". Latem 2006 roku obie strony doszły do porozumienia.
Z albumu ukazały się dwa single (oraz teledyski do nich): It's All Coming Back To Me Now (duet z norweską piosenkarką Marion Raven), Cry Over Me. Zostały wyreżyserowane przez Paula R. Browna.

## Lista piosenek
1. The Monster Is Loose (Nikki Sixx, John 5, Desmond Child) – 7:12
2. Blind As A Bat (James Michael, Desmond Child) – 5:51
3. It's All Coming Back To Me Now (Jim Steinman) – 6:05 – duet z Marion Raven
4. Bad For Good (Jim Steinman) – 7:33
5. Cry Over Me (Diane Warren) – 4:40
6. In The Land Of The Pig, The Butcher Is King (Jim Steinman) – 5:38
7. Monstro (Desmond Child, Holly Knight, Elena Casals) – 1:39 – utwór instrumentalny
8. Alive (James Michael, Desmond Child, Holly Knight, Andrea Remanda) – 4:22
9. If God Could Talk (Desmond Child, Marti Frederiksen) – 3:46
10. If It Ain't Broke, Break It (Jim Steinman) – 4:50
11. What About Love (Desmond Child, Marti Frederiksen, Russ Irwin, John Gregory) – 6:03 – duet z Patti Russo
12. Seize The Night (Jim Steinman) – 9:46
13. The Future Ain't What It Used To Be (Jim Steinman) – 7:54 – duet z Jennifer Hudson
14. Cry To Heaven (Jim Steinman) – 2:22

## Osoby
- Meat Loaf — Główny wokal
- Brian May – Gitara elektryczna w piosence Bad For Good
- Steve Vai – Gitara elektryczna w piosence In The Land Of The Pig, The Butcher Is King
- John 5 – Gitara elektryczna w piosence The Monster Is Loose
- Paul Crook – Gitara
- Randy Flowers – Gitara
- Corky James – Gitara
- David Levita – Gitara
- Clint Walsh – Gitara
- Dan Warner – Gitara
- Rusty Anderson – Gitara
- John Shanks – Gitara w piosenkach Alive i What About Love
- Kasim Sulton – Gitara basowa, Chórek
- Mark Alexander – Fortepian, Organy
- Matt Rollings – Fortepian, Organy
- Bettie Ross – Organy
- Stephanie Bennett – Harfa
- Eric Rigler – Flet irlandzki
- Gary Grant – Trąbka
- Steve Madaio – Trąbka
- Tom Saviano – Saksofon tenorowy
- Don Marchese – Saksofon barytonowy
- John Miceli – Perkusja
- Kenny Aronoff – Perkusja
- Victor Indrizzo – Perkusja
- Lee Levin – Perkusja
- Jennifer Hudson – Główny wokal kobiecy w piosence The Future Ain't What It Used To Be
- Marion Raven – Główny wokal kobiecy w piosence It's All Coming Back To Me Now
- Patti Russo – Główny wokal kobiecy w piosence What About Love, Chórek
- Carolyn "C.C." Coletti-Jablonski – Chórek
- Eric Troyer – Chórek
- Todd Rundgren – Chórek
- James Michael – Chórek
- Storm Lee – Chórek
- Jeanette Olsson – Chórek
- Diana Grasselli – Chórek
- Jason Paige – Chórek
- Camile Saviola – Chórek
- John Gregory – Chórek
- Marti Frederiksen – Chórek
- Becky Baeling – Chórek
- Maria Vidal – Chórek
- Keely Pressly – Chórek
- Brett Cullen – Chórek
- Andreas Carlsson – Chórek
- Desmond Child – Chórek
- Barbara Allen, Esther Austin, Cheryl Brown, Vernon Allen, Sonya Byous, Bonita Brisco, Roshuan Stovall, Sandra Stokes, Jessica Jones, Joseph Powell – Chór gospel w piosenkach Alive i The Future Ain't What It Used To Be

### Orkiestra
- Roberto Cani, Darius Campo, Mario de Leon, Joel Derouin, Bruce Dukov, Armen Garabedian, Berj Garabedian, Endre Granat, Gerardo Hilera, Sharon Jackson, Peter Kent, Songa Lee-Kito, Natalie Legget, Sid Page, Alyssa Park, Michelle Richards, Haim Shitrum, Tereza Stanislav, Sarah Thornblade, Philip Vaiman, Josefina Vergara, John Witenberg, Ken Yerke – Skrzypce
- Denyse Buffum, Brian Dembow, Andrew Duckles, Matt Funes, Marda Todd, Evan Wilson – Altówki
- Larry Corbet, Suzi Katayama, Steve Richards, Daniel Smith – Wiolonczele
- Nico Abondolo, Michael Valerio – Instrumenty basowe
- Rick Baptist, Wayne Bergeron, Charles Findley, John Fumo, Jon Lewis – Trąbki
- Steven Holtman, Alan Kaplan, Bill Reichenbach – Puzony
- William Reichenbach, Douglas Tornquist – Puzony basowe
- Steven Becknell, Joe Meyer, John Reynolds, Brad Warnaar – Rogi francuskie
- Douglas Tornquist – Tuba
- Earle Dumbler – Obój
- MB Gordy – Perkusja orkiestrowa